# Mladen Pavković
Mladen Pavković, (Ludbreg, 22. rujna 1951.), hrvatski je novinar i publicist, aktivan u braniteljskim udrugama. Redoviti je suradnik tjednika Hrvatsko slovo, u kojem ima svoju stalnu rubriku, Da se ne zaboravi. Član je udruge "Hrvatska akademija znanosti i umjetnosti u dijaspori", Hrvatskog novinarskog društva,[nedostaje izvor] društva Hrvatski novinari i publicisti te Društva hrvatskih književnika Herceg-Bosne. 

## Životopis
Mladen Pavković rođen je u Ludbregu 1951. godine. Osamdesetih godina surađivao je u lokalnim tiskovinama, "Glasu Podravine" te u tvorničkim, radničkim novinama Podravke "Podravka", izvještavajući, među ostalim, u prorežimskom tonu sa svečanosti JNA i posjeta Kući cvijeća u Beogradu.

### Domovinski rat
Bio je sudionikom Domovinskog rata kao dragovoljac,[nedostaje izvor] pripadnik 117. brigade i 145. taktičke grupe HV-a. Pričuvni je natporučnik. U vrijeme rata bio je inicijator i organizator brojnih ratnih izložbi, tribina, likovnih kolonija, radio-emisija. Sudjelovao je pri objavi i izradi ratnih promidžbenih plakata. Plakat iz 1991. "Hrvatska Vas zove" osmislio je zajedno s Vladimirom Kostjukom. Bio je glavni i odgovorni urednik raznih listova: "Magnum" (1990. – 1991.), prvi vojni list u RH, "Gardist" (1991. – 1993), "Podravski tjednik" (1992.), list Udruge hrvatskih dragovoljaca Domovinskog rata Zagreb "Za dom" (1993. – 1994). Bio je urednik novina "Hrvatski književni list" (1994. – 1999.), kojeg je obnovio s književnikom Zlatkom Tomičićem.

### Nakon rata
Bio je urednik izdanja "Hrvatski branitelj" (1998. – 1999.) i "Rat i mir" (2013.-). Dvanaest godina bio je predsjednikom Udruge branitelja, invalida i udovica Domovinskog rata Podravke (UBIUDR), jedne od najaktivnijih Udruga proizašlih iz Domovinskoga rata,[nedostaje izvor] a trenutno je predsjednik Udruge hrvatskih branitelja Domovinskog rata 91. (UHBDR91). 
Za njegova mandata UBIUDR Podravke je od 2003. svaku godinu organizirala na Dan domovinske zahvalnosti i Dan pobjede Reviju dokumentarnih filmova na temu Domovinskog rata. Počasni je član Udruge branitelja Domovinskog rata "Zagrebački velesajam" iz Zagreba. Zahvaljujući njemu[nedostaje izvor] dosad je u Koprivnici, Kninu, Vukovaru, Varaždinu i drugdje podignuto tridesetak spomen - obilježja i križeva poginulim hrvatskim braniteljima. 
Priređivač je brojnih knjiga, izdanja, akcija i izložbi s tematikom rata. Na njegovu inicijativu, a u suradnji s više udruga proizašlih iz Domovinskog rata, dodijeljeno je priznanje Junak hrvatskog Domovinskog rata.

## Djela

### Priređivač i urednik knjiga
- Ante Bruno Bušić. "Svjedok pomirbe" (1995.)
- Otto Reisinger: "Rat i mir"  (1995.)
- Branko Borković - Mladi Jastreb: "Rušitelj ustavnog poretka" (1995.)
- Otto Reisinger: "Pero" (1997.)
- Damir Mejovšek: "Pakao u obećanom raju" (2000.)
- "Ante Gotovina", tri izdanja, (2000.)
- Josip Palada: "Mogila" (dva izdanja) (2001.)
- Marija Peakić-Mikuljan: "Nešto kao herbarij" (2001.)
- Zvonimir Golob "Dušo moja", izbor pjesama, (2003.)
- "Apeli dr. Vesne Bosanac", dva izdanja, ("2002.)
- Franjo M. Fuis "Tajna svjetionika sv. Luke" (2003.)
- Franjo M. Fuis "Podzemni Zagreb" (2003.)
- Miroslav Krleža: "Pismo iz Koprivnice" (2003.)
- Miroslav Mikuljan: "Generalova priča-Zvonimir Červenko" (2004.)
- Franjo M. Fuis "Zakon rieke" (2004.)
- Sebastian Kneipp: "Liječenje vodom" (2004.)
- Željka Jurić "Moja rijeka suza" (2004.)
- Dr. Milan Vuković "Dr. Franjo Tuđman u sudskim dosjeima", dva izdanja, (2004.)
- "Jučer bih umro za te, a danas jer te nema" (2004.)
- "Uvijek kad pomislim na tebe" (2005.)
- Dr. Đ. Šterk "Liječnik u hrvatskom Domovinskom ratu" (2006.)
- "Tako je govorio dr. Franjo Tuđman" (2008.)
- Dr. Milan Vuković "Obrana nije zločin" (2009.)
- "Mladen Markač", dva izdanja, (2012.)
- "Dario Kordić", u suradnji s M. Piplicom, tri izdanja,(2012.)
- Dr. Ljubomir Radovančević "Na stratištu rata" (2012.)
- Damir Mejovšek "Anegdothalie" (2013.)
- Zlatko Tomičić: "Pisma na koja nisam nikad dobio odgovor" (2013.)
- Dragan Hazler "Sve onako naopako" (2013.)
- "Ratni dnevnik Marka Miljanića, zapovjednika Samostalnog bataljuna Škabrnja" (2016.) i dr.

### Filmografija
Pavković je autor dokumentarnih filmova:
- Hrvatski Domovinski rat[5]
- Za slobodnu Hrvatsku[5]
- Zločinci
- Zlatko Crnković
- Kata Šoljić (tri filma, od kojih je jedan snimio Vedran Šamanović)
- Dr. Hrvoje Šošić (snimatelj Vedran Šamanović)
- Priča o Zainulu Abidinu Gaji
- Tako je govorila Vesna Parun (2011.)[8]
- Dr. Marko Veselica - hrvatski Mandela (2008., snimatelj Vedran Šamanović) i dr.[9]

Napisao je scenarije za četiri dokumentarna filma Hrvatske radio televizije u režiji Marijana Hodaka (urednik Miroslav Mikuljan): 
- Koprivnica u Domovinskom ratu
- Rukometna lopta svjetskog sjaja
- Virovitica u Domovinskom ratu
- Mara Bareza - koprivnička darovateljica

### Pokretač, organizator, inicijator
- Otvorenje Prve hrvatske galerije iz Domovinskog rata "Bili su prvi kad je trebalo"
- Akcija "2500 kilometara diljem Hrvatske" (veća skupina branitelja obišla je najistaknutija spomen - obilježja Hrvatske, jedni u osobnim automobilima, (u suradnji s Klubom dragovoljaca i veterana Domovinskog rata INA-Naftaplin), a drugi vodom, tj. u čamcima rijekama Dravom i Dunavom od Botova do Vukovara)
- Inicijator je književno - publicističkog natječaja za najbolju knjigu iz Domovinskog rata (nagrada Bili smo prvi kad je trebalo)
- Niza humanitarnih koncerta "Od srca srcu za vukovarsku bolnicu"
- Prve Likovne kolonije u Vukovaru, te niza drugih
- Organizirao je I. smotru dokumentarnih filmova iz Domovinskoga rata, najveću izložbu ratnih karikatura (Trg bana Jelačića u Zagrebu)
- Organizator je Festivala ratnih filmova (prvi u svijetu)
- Organizator je jedinstvene akcije u svijetu - Dočeka Nove godine kod Križa na ušću Vuke u Dunav u Vukovaru (održavala se desetak godina).
- Organizator i glavni urednik festivala zabavne glazbe - Koprivnica "Od srca srcu", na kojem su od 2003. nastupala najveća imena hrvatske zabavne glazbe.
- Organizator je Hrvatskog festivala šansone "Zvonimir Golob"
- Osmislio je i u ime UBIUDR poslao Gradu Vukovaru najveću čestitku "Sretan Božić i Nova 2009.",(veličine 20 i širine 1,5 metara), 2008.
- Inicijator dodjele priznanja Junak hrvatskog Domovinskoga rata
- Organizator stotinjak humanitarnih akcija
- Organizator je Natječaja za najljepšu neobjavljenu ljubavnu pjesmu "Zvonimir Golob"
- U vrijeme kad su generali Gotovina i Markač bili na robiji u Haagu organizirao je oko 150 tribina, te napisao oko 300 članaka o njihovoj nevinosti
- Objavio je najmanje novine na svijetu "Hrvatski branitelj",3x2,5cm, (2004.), CD "Zlatko Crnković govori Goloba", CD "Najljepše pjesme Božice Jelušić u odabiru Mladena Pavkovića", CD "Najljepše pjesme Zvonimira Goloba u odabiru Mladena Pavkovića", CD "Tako je govorio Ivan Generalić" i dr.

Dragan Vicković napisao je knjigu "Razgovori s Mladenom Pavkovićem" (2015.).

### Priređivač izložbi
Priredio je osamdesetak samostalnih (i skupnih) izložbi fotografija na temu "poznati i popularni",(prvu u Gradskom muzeju Grada Varaždina), ali i iz Domovinskoga rata: Varaždin, Čakovec (1976.), Varaždin (1977.), Koprivnica (1979.), Koprivnica (1983.), Varaždin, Zagreb, Đurđevac, Čakovec, Zagreb (1984.), Varaždin (1985.), Vrbovec (1987.), Varaždin (1996.), Koprivnica, Karlovac (1999.), Koprivnica, Zagreb, Knin, Osijek, Križevci, Delnice (2000.), Pečuh, Mohač (2001.) i ini. Izlagao je zajedno s Ivanom Lackovićem - Croatom i Josipom Generalićem na više skupnih izložbi: Zagreb, Kumrovec, Zlatar, Marija Bistrica, Dugo Selo, Zabok, Vukovar.  Nakon održanih samostalnih izložbi, darovao je Muzeju Grada Koprivnice (1979. i 2010.) 513 crno-bijelih fotografija na temu "poznati i popularni".

## Nagrade i priznanja
- 1995. Plaketa Tigar i Zahvalnica, 1. gardijske brigade Tigrovi
- 1995. Zahvalnica, Zapovjedništva HV Zbornog mjesta Varaždin.
- 2000. Zahvalnica, HVIDR-a Knin, Kninski muzej, Dom HV  "Kralj Zvonimir", Knin.
- 2002.: Diploma - Koprivničko-križevačke županije - za doprinos ugledu i promociji Koprivničko-križevačke županije u zemlji i svijetu.(Preuzeto: Glas Podravine i Prigorja, 19.4.2002.)
- 2007. Povelja, Hrvatskog žrtvoslovnog društva, za izuzetan doprinos razvitku žrtvoslovlja u Hrvatskoj.
- 2008. Priznanje, Udruge umirovljenika MUP-a Vukovarskih branitelja Domovinskog rata Vukovar
- 2008. Velika plaketa, Udruge hrvatskih liječnika dragovoljaca Domovinskog rata 1990. – 1991.
- 2012. Povelja prijateljstva Austrijsko-Hrvatske zajednice za kulturu i šport, za velike zasluge u Domovinskom ratu, Beč, Austrija.
- 2003.: Dodijeljeno mu je priznanje Grb grada Knina.[10]
- 2013.: "Veliko zlatno srce-Mladenu Pavkoviću", dodijelila mu je UBDR "Zagrebački velesajam" u suradnji s drugim Udrugama proizašlim iz Domovinskog rata. Ovo priznanje još su primili: dr. Nela Sršen i Anja Šovagović-Despot.
- 2016. Zlatna povelja Matice Hrvatske za knjigu "Zajedno, ali sam ili tako je govorio Arsen Dedić"
- 2017. Zahvalnica Hrvatske lige za borbu protiv raka